# Simulium jerezense
Simulium jerezense är en tvåvingeart som beskrevs av Diaz Najera 1969. Simulium jerezense ingår i släktet Simulium och familjen knott. Inga underarter finns listade i Catalogue of Life.